# 厄尔河畔埃卡当维尔
厄尔河畔埃卡当维尔（法語：Écardenville-sur-Eure，法語發音：[ekaʁdɑ̃vil syʁ œʁ]）是法国厄尔省的一个旧市镇，属于莱桑德利区。2016年1月1日，厄尔河畔埃卡当维尔和相邻的另外两个市镇合并为新市镇克莱瓦莱德尔（Clef Vallée d'Eure）。

## 地理
厄尔河畔埃卡当维尔（49°6'6"N, 1°15'50"E）面积6.67 平方千米，位于法国诺曼底大区厄尔省，该省份为法国北部内陆省份，北起滨海塞纳省，西接奧恩省和卡爾瓦多斯省，南至厄尔-卢瓦省，东临瓦兹省、瓦兹河谷省和伊夫林省。
与厄尔河畔埃卡当维尔接壤的市镇（或旧市镇、城区）包括：欧特伊-欧图耶、勒伊、拉克鲁瓦-圣勒夫鲁瓦。
厄尔河畔埃卡当维尔的时区为UTC+01:00、UTC+02:00（夏令时）。

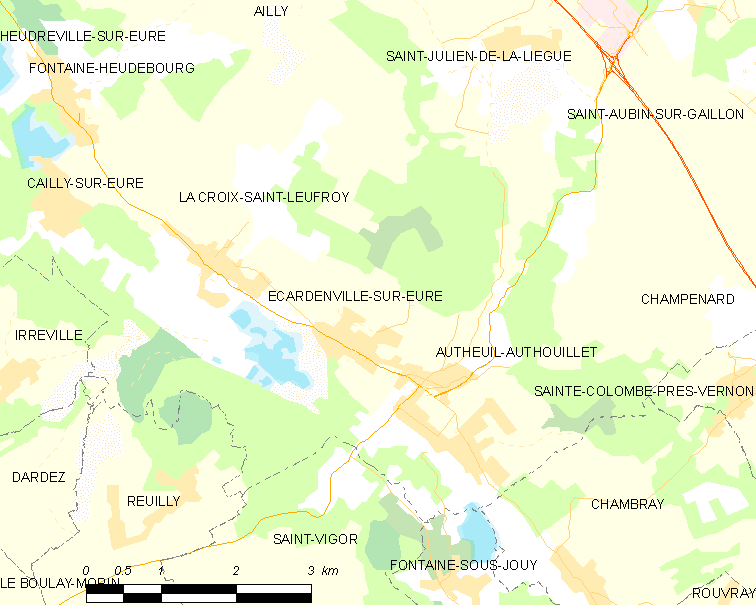
厄尔河畔埃卡当维尔的OSM定位图

## 行政
厄尔河畔埃卡当维尔的邮政编码为27490，INSEE市镇编码为27211。

## 政治
厄尔河畔埃卡当维尔所属的省级选区为加永县。

## 人口

1962-2008年间厄尔河畔埃卡当维尔人口变化图示

厄尔河畔埃卡当维尔于2018年1月1日时的人口数量为583人。